# Eric Alejandro
Eric Javier Alejandro (né le 15 avril 1986 à Burlington, dans le New Jersey) est un athlète portoricain, spécialiste du 400 m haies.
Il remporte le titre des Championnats ibéro-américains de 2012 à Barquisimeto. Son record est de 49 s 07, obtenu dans l'édition suivante desdits Championnats à São Paulo. Il est demi-finaliste en 49 s 15 lors des Jeux olympiques de 2012. Il remporte la médaille d'argent sur 400 m haies lors des  Jeux d'Amérique centrale et des Caraïbes de 2014 à Xalapa.